# Стронг (Пенсільванія)
Стронг (англ. Strong) — переписна місцевість (CDP) в США, в окрузі Нортамберленд штату Пенсільванія. Населення — 106 осіб (2020).

## Географія
Стронг розташований за координатами 40°47′51″ пн. ш. 76°26′24″ зх. д. / 40.79750° пн. ш. 76.44000° зх. д. (40.797482, -76.440068).  За даними Бюро перепису населення США в 2010 році переписна місцевість мала площу 0,11 км², уся площа — суходіл.

## Демографія
Згідно з переписом 2010 року, у переписній місцевості мешкало 147 осіб у 63 домогосподарствах у складі 41 родини. Густота населення становила 1353 особи/км².  Було 72 помешкання (662/км²).
Расовий склад населення:
| - 99,3 % — білих |

До двох чи більше рас належало 0,7 %. Частка іспаномовних становила 0,7 % від усіх жителів.
За віковим діапазоном населення розподілялося таким чином: 22,4 % — особи молодші 18 років, 63,3 % — особи у віці 18—64 років, 14,3 % — особи у віці 65 років та старші. Медіана віку мешканця становила 44,3 року. На 100 осіб жіночої статі у переписній місцевості припадало 75,0 чоловіків;  на 100 жінок у віці від 18 років та старших — 75,4 чоловіків також старших 18 років.
Цивільне працевлаштоване населення становило 13 осіб. Основні галузі зайнятості: роздрібна торгівля — 100,0 %.